# Биометеорологија
Биометеорологија је  интердисциплинарна област науке која изучава утицаје атмосферских појава (времена и климе) на жива бића (биљке, животиње и људе) у кратком периоду од једног дана до годишњег доба. Њени главни предмети проучавања су варијације температуре, сунчевог зрачења , ветрова, влажности ваздуха, ваздушнох притиска, падавина , загађења (природног или људско) и електрицитета. Биометеорологију не треба га мешати са биоклиматологијом , која се бави изучавањем целокупних и дуготрајних климатских интеракција и прилагођавања.
Биометеорологија (или биоклиматологија у већој временској скали) ствара везу између биологије, медицине, географије , метеорологије или биоклиматологије итд., која се генерално бави утицајем атмосферских услова на физиологију живих организама и њихову дистрибуцију на планети.
Као посебна област у оквиру биометеорологије  развила се и хумана биометеорологија  који се бави изучавањем утицаја времена и климе искључиво на живот и здравље човека.
Биометеорологија, примењена у географији и студијама животне средине, фокусира се на интеракције тло-биљка-атмосфера или животиња-атмосфера у различитим климатским и екосистемима. Мерења размене енергије, воде и гасова праћења између површине и атмосфере су од суштинског значаја за наше разумевање повратних информација између биосфере и климатског система.

## Опште информације
Биометеорологија је интердисциплинарна наука која се фокусира на ин ситу физиолошко посматрање и симулацију у климатских утицаја односно променљивих временских услова на жива бића. Наставља се статистичком анализом постојећих метеоролошких и медицинских података. Ове појаве утичу на биолошке процесе у кратком временском периоду. Дакле, интензитет светлости постаје довољан да фотосинтеза почне у листовима чим сунце изађе . Затим, током дана, температура и влажност ваздуха могу изазвати делимично или потпуно затварање стома, као одговор типичан за многе биљке да ограниче губитак воде кроз евапотранспирацију. Уопштено говорећи, дневна еволуција метеоролошких варијабли контролише циркадијални ритам биљака и животиња, пољопривредне приносе, здравље, благостање и толеранцију организама на екстремне услове животне средине.
Живи организми, са своје стране, могу да модификују метеоролошке услове својом количином. Брзина евапотранспирације, на пример, доприноси ослобађању водене паре у атмосферу. Овај локални процес, релативно брз и континуиран, може значајно допринети настанку падавина у овој области.
Ова наука је уско повезана са наукама о животу, а посебно са екологијом , као и са већином виших сисара са лековима, који много интервенишу на угљенику (и циклусу угљеника) и локално у микрометеорологији.

### Специјализације
У оквиру биометеорологије постоји неколико субспецијалистичких области:
Фитобиометеорологија - која изучава утицај метеоролошких услова на биљке, посебно на усеве. Примењена на пољопривреду, назива се агрометеорологија  Биљна генетичка биометеорологија се бави метеоролошким утицајима на раст биљака и географску дистрибуцију, распрострањеност , ендемизам , специацију биљака ...
Зообиометеорологија - која изучава  утицај метеоролошких услова на животиње и инсекте, посебно утицаја на домаће животиња и развоја инсеката штеточина ( ентомолошка биометеорологија која испитује утицај атмосферских услова на инсекте, посебно штеточине или непожељне (нпр комарце), због њиховог понекад штетног утицаја на здравље људи или усеве).
Медицинска биометеорологија, метеоропатологија или метеорофизиологија - која изучава утицај метеоролошких услова на човека. Унутар ове субспецијалности постоји подела на неколико истраживачких дисциплина, међу којима су најважније ове које се баве утицајем климатских и/или временских фактора на организам здраве особе:
- Географска метеофизиологија - која испитује утицај географских фактора на људске физиолошке функције, као што је утицај климе на боју коже и косе или зависност циклуса развоја човека од географске ширине на којој живи.
- Метеофизиологија аклиматизације - која проучава физиолошке појаве у људском телу након преласка у другу климатску зону, и процес аклиматизације.
- Спортска метеорофизиологија - која проучава утицај климатских фактора на здравље и перформансе спортиста, на пример зависност респираторног капацитета од надморске висине .
- Урбана метеофизиологија - која проучава утицај урбаног развоја, грађевинских конструкција, грађевинских материјала који се користе на здравље људи, проналажење начина за побољшање утицаја позитивних климатских стимуланса и ублажавање негативних ефеката, на пример у пројектовању стамбених насеља. Биће немогуће прикупити загађење ваздуха у његовом подручју.
- Свемирска физиометеорологија (космоса) - која истражује утицај ванземаљских и ксенобиотских фактора , на пример космичког зрака на здравље космонаута.
- Метеоропатологија  - која проучава утицај метеоролошких фактора на патогенезу и епидемиологију болести ... Метеоролошки ефекти проучавања су развој климатских услова , коришћење различитих клима ( морских , планинских ) које могу имати терапеутски и др.

## Корелације

### Физиолошки утицаји
Пролазни временски услови изазивају реакције код свих живих бића. Промене температуре изазивају вазоконстрикцију или проширење крвних судова. Хлађење изазива дрхтавицу , а загревање изазива знојење . Оба ова ефекта су неопходна за терморегулацију, дисање и физиолошке процесе унутрашње равнотеже воде. Брзина ветра, инсолација, релативна влажност ваздуха могу да погоршају или умање ефекте.
Размена гасова је праћена губитком воде из тела. Парцијални притисак водене паре, кисеоника и угљен-диоксида, као и присуство аеросола може утицати на њену ефикасност. Температура и влажност ваздуха који животиња удише може изазвати иритацију бронхија ако је ваздух веома хладан и исушивање слузокоже респираторног система што погодује излучивању слузи ако је ваздух врућ и сув. 
На ендокрини систем , посебно у процесу синтезе витамина Д , утиче сунчево зрачење у различитим ултраљубичастим опсегима (УВЦ , УВБ , УВА ). Озонски омотач штити од најснажнијег УВЦ, УВБ зрачења које продире у епидермис и ефикасно се филтрира  меланином који тело синтетише и одговорно је за промену боје коже. УВБ зраци такође делују на имуни систем и њихова злоупотреба излагања сунцу слаби имунолошки надзор Лангерхансових ћелија које се налазе у стратум корнеуму, што погодује развоју карцинома коже. УВА зраци продиру до дермиса и углавном су одговорни за старење коже.
Електропражњења повезана са појавом грмљавине утичу на дисање и нервни систем. Вертикални градијент електричног потенцијала, већи број атмосферских пражњења, јонизација и електрична проводљивост ваздуха могли би да доведу до смањења покретљивости вибрационих трепљи трахеје, смањења укупног капацитета плућа и сушења. површине слузокоже трахеје.
Производња и транспорт алергена (полена и аеросола) такође зависи од временских услова који могу да их фаворизују или ометају, понекад озбиљно утичући на добробит организма.  
Постоји и низ болести и симптома који су узроковани или погоршани одређеним врстама временских услова: прехлада, грип, крвни притисак, бол у зглобовима, главобоља, болест плућа  итд.

### Психолошки утицаји
Поред ових физиолошких ефеката, мање или више уочљивих, можемо додати и психолошке ефекте који нису директно повезани са временским условима, већ са њиховим последицама на људска бића у смислу поремећаја тока мисли, емоција и понашања, па тако; нпр. ефекти понашања зависе од тога да ли је време сунчано или тмурно, или одређени ветрови могу човека учинита нервозним, равнодушним или еуфоричним.
Ова наука је уско повезана са наукама о животу, а посебно са екологијом , као и са већином виших сисара са лековима , који много интервенишу на угљенику (и циклусу угљеника ) и локално у микрометеорологији.